# 弦續巡迴演唱會
《弦續巡迴演唱會》是香港男歌手李克勤的世界巡迴演唱會，以弦續李克勤·港樂演唱會的主題前往巡迴。

## 軼事
2023年12月1日李克勤的國際歌迷會帖出演唱會宣傳海報，宣佈舉行《李克勤弦續巡迴演唱會．佛山站》。
此巡迴演唱會的主題與紅磡香港體育館舉辦的弦續李克勤·港樂演唱會大致一樣，李克勤繼《李克勤慶祝成立30週年演唱會》後再度舉辦巡迴演唱會。
此演唱會目前主要在中國大陸巡迴。

## 售票
| 開售日期 | 開售日期 | 開售時間    | 開售類型                                                   |
| -------- | -------- | ----------- | ---------------------------------------------------------- |
| 2023年   | 12月5日  | 上午10時正  | 佛山站由李克勤國際歌迷會會員訂購                           |
| 2023年   | 12月12日 | 上午10時正  | 汕頭站於上午10時正公開發售                                 |
| 2024年   | 1月22日  | 下午2時正   | 北京站由下午2時正公開發售                                  |
| 2024年   | 2月14日  | 下午3時16分 | 寧波站由下午3時16分公開發售                                |
| 2024年   | 2月14日  | 晚上10時正  | 廣州站由李克勤國際歌迷會會員訂購                           |
| 2024年   | 2月14日  | 晚上10時正  | 蘇洲站由李克勤國際歌迷會會員訂購                           |
| 2024年   | 3月17日  | 上午10時正  | 新加坡站由李克勤國際歌迷會會員預售 3月22日新加坡站公開發售 |
| 2024年   | 4月1日   | 上午10時正  | 成都站由李克勤國際歌迷會會員預售                           |
| 2024年   | 4月29日  | 晚上10時正  | 武漢站由李克勤國際歌迷會會員預售                           |
| 2024年   | 5月6日   | 晚上10時正  | 深圳站由李克勤國際歌迷會會員預售 6月22日深圳站公開發售     |

## 場次
| 場次 | 日期   | 日期     | 國家   | 城市   | 場地                               | 開場時間       | 備注             |
| ---- | ------ | -------- | ------ | ------ | ---------------------------------- | -------------- | ---------------- |
| 1    | 2024年 | 1月20日  | 中国   | 佛山   | 佛山國際體育文化演藝中心           | 晚上七時三十分 |                  |
| 2    | 2024年 | 1月27日  | 中国   | 汕頭   | 亞青會體育中心體育館               | 晚上七時三十分 |                  |
| 3    | 2024年 | 2月25日  | 中国   | 北京   | 華熙LIVE·五棵松                    | 晚上七時三十分 |                  |
| 4    | 2024年 | 3月16日  | 中国   | 寧波   | 寧波奧體中心體育館                 | 晚上七時三十分 |                  |
| 5    | 2024年 | 3月30日  | 中国   | 廣州   | 寶能廣州國際體育演藝中心           | 晚上七時三十分 |                  |
| 6    | 2024年 | 4月6日   | 中国   | 蘇州   | 蘇州奧林匹克體育中心體育館         | 晚上七時三十分 |                  |
| 7    | 2024年 | 5月18日  | 中国   | 成都   | 成都鳳凰山體育公園綜合體育館       | 晚上七時三十分 |                  |
| 8    | 2024年 | 6月8日   | 新加坡 | 新加坡 | 名勝世界宴會廳                     | 晚上七時三十分 |                  |
| 9    | 2024年 | 6月9日   | 新加坡 | 新加坡 | 新加坡室內體育館                   | 晚上七時三十分 |                  |
| 10   | 2024年 | 6月22日  | 中国   | 武漢   | 武漢光谷國際網球中心               | 晚上七時三十分 |                  |
| 11   | 2024年 | 6月29日  | 中国   | 深圳   | 深圳世界大學生運動會體育中心體育館 | 晚上七時三十分 |                  |
| 12   | 2024年 | 8月31日  | 中国   | 上海   | 浦發銀行東方體育中心               | 晚上七時三十分 |                  |
| 13   | 2024年 | 11月30日 | 中国   | 廣州   | 廣州體育館                         | 晚上七時三十分 | 返場，嘉賓：胡夏 |

## 曲目
Part 1
1. 一个人飞
2. 两人行
3. 一千零一夜
4. 一个都不能少
5. 开学礼
6. 爱不释手

Part 2
1. 旧欢如梦
2. 护花使者
3. 藍月亮
4. C3PO
5. 情非首爾
6. 一生不變

Part 3
1. Victory（with梁玉瑩）
2. 天水圍城（with梁玉瑩）
3. 愛一個人（with梁玉瑩）
4. 刻不容緩（with梁玉瑩）
5. 祝君好（梁玉瑩独唱）

Part 4
1. 秒針
2. 晚風心裡吹
3. 五十年以後
4. 這世界那麼多人

Part 5
1. 再见演奏厅
2. 大会堂演奏厅
3. 红日
4. 夏日之神话

Part 6
1. 月半小夜曲
2. 我不会唱歌
3. 告别校园时

Encore
1. 飛花
2. 高妹
3. 合久必婚

Part 1
1. 一个人飞
2. 两人行
3. 一千零一夜
4. 一个都不能少
5. 开学礼
6. 爱不释手

Part 2
1. 旧欢如梦
2. 护花使者
3. 藍月亮
4. C3PO
5. 情非首爾
6. 一生不變

Part 3
1. Victory（with梁玉瑩）
2. 天水圍城（with梁玉瑩）
3. 祝君好（梁玉瑩独唱）

Part 4
1. 秒針
2. 晚風心裡吹
3. 五十年以後
4. 這世界那麼多人

Part 5
1. 再见演奏厅
2. 大会堂演奏厅
3. 红日
4. 夏日之神话

Part 6
1. 月半小夜曲
2. 我不会唱歌
3. 告别校园时

Encore
1. 飛花
2. 高妹
3. 合久必婚
4. 深深深
5. 只想你會意
6. 一生何求(國)

Part 1
1. 一生何求(國)
2. 一千零一夜
3. 一个都不能少
4. 开学礼
5. 只想你会意+認錯

Part 2
1. 旧欢如梦
2. 护花使者
3. 爱可以问谁
4. C3PO
5. 情非首爾
6. 一生不變

Part 3
1. Victory（with梁玉瑩）
2. 天水圍城（with梁玉瑩）
3. 飘雪（梁玉瑩独唱）

Part 4
1. 秒針
2. 晚風心裡吹
3. 千千闋歌（原唱：陳慧嫻）
4. 當年情（原唱：張國榮）
5. 祇想一生跟你走（原唱：張學友）
6. 富士山下（原唱：陳奕迅）

Part 5
1. 再见演奏厅
2. 大会堂演奏厅
3. 红日
4. 夏日之神话

Part 6
1. 月半小夜曲
2. 我不会唱歌
3. 爱不释手

Encore
1. 最愛（原唱：周慧敏）
2. 合久必婚
3. 飛花

Part 1
1. 一生何求(國)
2. 一千零一夜
3. 一个都不能少
4. 开学礼
5. 只想你会意

Part 2
1. 旧欢如梦
2. 护花使者
3. 爱可以问谁
4. C3PO
5. 情非首爾
6. 一生不變

Part 3
1. Victory（with伍珂玥）
2. 天水圍城（with伍珂玥）
3. 飘雪（伍珂玥独唱）

Part 4
1. 秒針
2. 晚風心裡吹
3. 千千闋歌（原唱：陳慧嫻）
4. 當年情（原唱：張國榮）
5. 祇想一生跟你走（原唱：張學友）
6. 富士山下（原唱：陳奕迅）

Part 5
1. 再见演奏厅
2. 大会堂演奏厅
3. 红日
4. 夏日之神话

Part 6
1. 月半小夜曲
2. 我不会唱歌
3. 爱不释手

Encore
1. 合久必婚
2. 深深深
3. 飛花

Part 1
1. 一个人飞
2. 一千零一夜
3. 一个都不能少
4. 开学礼
5. 只想你會意+認錯

Part 2
1. 旧欢如梦
2. 护花使者
3. 藍月亮
4. C3PO
5. 情非首爾
6. 一生不變

Part 3
1. Victory（with梁玉瑩）
2. 天水圍城（with梁玉瑩）
3. 祝君好（梁玉瑩独唱）

Part 4
1. 秒針
2. 晚風心裡吹
3. 最愛（原唱：周慧敏）

Part 5
1. 再见演奏厅
2. 大会堂演奏厅
3. 红日
4. 夏日之神话

Part 6
1. 月半小夜曲
2. 我不会唱歌
3. 爱不释手

Encore
1. 高妹
2. 合久必婚
3. 深深深
4. 飛花

Part 1
1. 一生何求(國)
2. 一千零一夜
3. 一个都不能少
4. 开学礼
5. 只想你会意+認錯

Part 2
1. 旧欢如梦
2. 护花使者
3. 爱可以问谁
4. C3PO
5. 情非首爾
6. 一生不變

Part 3
1. Victory（with伍珂玥）
2. 天水圍城（with伍珂玥）
3. 最愛（伍珂玥独唱）

Part 4
1. 秒針
2. 晚風心裡吹
3. 千千闋歌（原唱：陳慧嫻）
4. 當年情（原唱：張國榮）
5. 祇想一生跟你走（原唱：張學友）
6. 富士山下（原唱：陳奕迅）

Part 5
1. 再见演奏厅
2. 大会堂演奏厅
3. 红日
4. 夏日之神话

Part 6
1. 月半小夜曲
2. 我不会唱歌
3. 爱不释手

Encore
1. 高妹
2. 合久必婚
3. 深深深
4. 飛花

Part 1
1. 一生何求(國)
2. 一千零一夜
3. 一个都不能少
4. 开学礼
5. 只想你会意+認錯

Part 2
1. 旧欢如梦
2. 护花使者
3. 爱可以问谁
4. C3PO
5. 情非首爾
6. 一生不變

Part 3
1. Victory（with伍珂玥）
2. 天水圍城（with伍珂玥）
3. 最愛（伍珂玥独唱）

Part 4
1. 秒針
2. 晚風心裡吹
3. 千千闋歌（原唱：陳慧嫻）
4. 當年情（原唱：張國榮）
5. 祇想一生跟你走（原唱：張學友）
6. 富士山下（原唱：陳奕迅）

Part 5
1. 再见演奏厅
2. 大会堂演奏厅
3. 红日
4. 夏日之神话

Part 6
1. 月半小夜曲
2. 我不会唱歌
3. 爱不释手

Encore
1. 最愛（原唱：周慧敏）
2. 合久必婚
3. 深深深
4. 飛花

Part 1
1. 一个人飞
2. 一千零一夜
3. 一个都不能少
4. 开学礼
5. 爱不释手

Part 2
1. 旧欢如梦
2. 护花使者
3. 藍月亮
4. C3PO
5. 情非首爾
6. 一生不變

Part 3
1. Victory（with伍珂玥）
2. 天水圍城（with伍珂玥）
3. 最愛（伍珂玥独唱）

Part 4
1. 秒針
2. 沒有你贏了世界又如何
3. 高妹
4. 只想你會意
5. 傾城（原唱：許美靜）

Part 5
1. 再见演奏厅
2. 大会堂演奏厅
3. 红日
4. 夏日之神话
5. 月半小夜曲
6. 我不会唱歌

Encore
1. 回首
2. 合久必婚
3. 深深深
4. 好戲之人
5. 紙牌屋
6. 飛花

Part 1
1. 一生何求(國)
2. 一千零一夜
3. 一个都不能少
4. 开学礼
5. 只想你会意

Part 2
1. 旧欢如梦
2. 护花使者
3. 爱可以问谁
4. C3PO
5. 情非首爾
6. 一生不變

Part 3
1. Victory（with梁玉瑩）
2. 天水圍城（with梁玉瑩）
3. 飄雪（梁玉瑩独唱）

Part 4
1. 秒針
2. 晚風心裡吹
3. 千千闋歌（原唱：陳慧嫻）
4. 當年情（原唱：張國榮）
5. 祇想一生跟你走（原唱：張學友）
6. 富士山下（原唱：陳奕迅）

Part 5
1. 再见演奏厅
2. 大会堂演奏厅
3. 红日
4. 夏日之神话

Part 6
1. 月半小夜曲
2. 我不会唱歌
3. 爱不释手

Encore
1. 最愛（原唱：周慧敏）
2. 合久必婚
3. 深深深
4. 飛花

Part 1
1. 一生何求(國)
2. 一千零一夜
3. 一个都不能少
4. 开学礼
5. 只想你会意

Part 2
1. 旧欢如梦
2. 护花使者
3. 爱可以问谁
4. C3PO
5. 情非首爾
6. 一生不變

Part 3
1. Victory（with梁玉瑩）
2. 天水圍城（with梁玉瑩）
3. 祝君好（梁玉瑩独唱）

Part 4
1. 秒針
2. 晚風心裡吹
3. 千千闋歌（原唱：陳慧嫻）
4. 當年情（原唱：張國榮）
5. 祇想一生跟你走（原唱：張學友）
6. 富士山下（原唱：陳奕迅）

Part 5
1. 再见演奏厅
2. 大会堂演奏厅
3. 红日
4. 夏日之神话

Part 6
1. 月半小夜曲
2. 我不会唱歌
3. 爱不释手

Encore
1. 飛花
2. 合久必婚
3. 誰願分手

Part 1
1. 一生何求(國)
2. 一千零一夜
3. 一个都不能少
4. 开学礼
5. 只想你会意

Part 2
1. 旧欢如梦
2. 护花使者
3. 捨得（新歌首唱）
4. C3PO
5. 情非首爾
6. 一生不變

Part 3
1. Victory（with梁玉瑩）
2. 天水圍城（with梁玉瑩）
3. 飄雪（梁玉瑩独唱）
4. 飛花（with符龍飛）

Part 4
1. 秒針
2. 晚風心裡吹
3. 千千闋歌（原唱：陳慧嫻）
4. 當年情（原唱：張國榮）
5. 祇想一生跟你走（原唱：張學友）
6. 富士山下（原唱：陳奕迅）

Part 5
1. 再见演奏厅
2. 大会堂演奏厅
3. 红日
4. 夏日之神话

Part 6
1. 月半小夜曲
2. 我不会唱歌

Encore
1. 最愛（原唱：周慧敏）
2. 合久必婚
3. 深深深
4. 爱不释手

Part 1
1. 希望
2. 一个都不能少
3. 开学礼
4. 只想你会意

Part 2
1. 旧欢如梦
2. 护花使者
3. 藍月亮
4. C3PO
5. 情非首爾
6. 一生不變

Part 3
1. Victory（with梁玉瑩）
2. 天水圍城（with梁玉瑩）
3. 刻不容缓（with伍珂玥）

Part 4
1. 那些年（with胡夏）
2. 深深深（with胡夏）
3. 秒針
4. 晚風心裡吹
5. 捨得
6. 千千闋歌（原唱：陳慧嫻）
7. 當年情（原唱：張國榮）
8. 祇想一生跟你走（原唱：張學友）
9. 富士山下（原唱：陳奕迅）

Part 5
1. 再见演奏厅
2. 大会堂演奏厅
3. 红日
4. 夏日之神话

Part 6
1. 月半小夜曲
2. 我不会唱歌
3. 愛不釋手

Encore
1. 高妹
2. 合久必婚
3. 紙牌屋
4. 好戲之人
5. 飛花
6. 沒有你贏了世界又如何